# Universidad Federal de Santa María
La Universidade Federal de Santa Maria (UFSM) (Universidad Federal de Santa María) está situado en el centro geográfico del estado de Rio Grande do Sul, distante, a través de Santa Cruz do Sul, 290 km de la capital, Porto Alegre. La ciudad de Santa Maria es el centro de una importante región agrícola que ocupa el centro-oeste del estado. El campus queda ubicado en el barrio Camobi, km 9, carretera RS-509, donde hay la mayoría de las actividades académicas y administrativas. Hay, en el centro de la ciudad, otras unidades académicas y de servicio a la comunidad.

## Investigación científica
La Universidad ha contribuido a la preservación e investigación científica de los sitios paleontológicos de la ciudad y lo geoparque de paleorrota.